# Сянюнайтия
Сянюнайтия́ (лит. seniūnaitija) — административно-территориальная единица низшего (четвёртого) уровня в Литве. Руководство осуществляет сенюнайтис, выбираемый сообществом жилой местности.
Поправки, касающиеся учреждения нового вида административной единицы, были внесены в закон об самоуправлениях 15 сентября 2008 года, и официально вступили в силу с начала 2009 года.
Сянюнайтии образуют староства, которые в свою очередь объединены в самоуправления.
С 2014 года глава сянюнайтии избирается сроком на 3 года; до 2014 года срок составлял 2 года.